# April Bowlby
Pour les articles homonymes, voir Bowlby.
April Michelle Bowlby, née le 30 juillet 1980, à Vallejo en Californie, est une actrice et mannequin américaine.
Elle se fait connaître par le rôle de Kandi, la petite amie d'Alan dans la sitcom Mon oncle Charlie, mais surtout pour son rôle de Stacy dans la série comique Drop Dead Diva et plus récemment dans le rôle d'Elasti Girl dans Doom Patrol.

## Biographie

### Jeunesse et formation
April Bowlby passe son enfance à Manteca. Elle a étudié le ballet, le français et la biologie marine à Moorpark College, puis a commencé une carrière de mannequin avant de décider de devenir actrice.
Elle a étudié le théâtre avec Ivana Chubbuck.

### Carrière
En 2005, elle décroche un rôle dans la sitcom comique Mon oncle Charlie quelques mois après sa première audition à Hollywood. Elle y incarne le rôle de Kandi, la deuxième épouse d'Alan. Elle apparaît, dans le même temps, dans un grand nombre de séries télévisées comme Les Experts, Les Lectures d'une blonde, Les Experts : Manhattan et elle joue dans quelques épisodes d'How I Met Your Mother.
Mais c'est en 2009 qu'elle se fait surtout connaître grâce à la série Drop Dead Diva. Un show qui mélange comédie et fantastique qui révèle aussi, au grand public, son actrice principale, Brooke Elliott. April Bowlby joue le personnage de Stacy Barrett, la meilleure amie de l'héroïne, la seule à connaître son secret. La série raconte l'histoire de Deb Dobkins, un mannequin peu futé, qui meurt dans un accident de voiture. Arrivée aux portes du paradis, elle supplie le gardien Fred de lui donner une nouvelle chance de revenir sur Terre, mais celui-ci refuse. Par dépit, Deb appuie elle-même sur le bouton "Retour". Elle est alors ramenée sur Terre dans le corps d'une autre personne, tout juste décédée : Jane Bingum, une brillante avocate très intelligente à la taille forte.
La série a d'abord été développée par le réseau américain Fox, avant d'être reprise par Lifetime, après le refus de cette première. Le show installe April Bowlby sur le petit écran, diffusé jusqu'en 2014, date de son arrêt au bout de six saisons et près de 80 épisodes.
Parallèlement à ce succès, elle apparaît dans des séries télévisées installées : elle joue le rôle de Meg, l'ex-petite amie possessive de Barney dans How I Met Your Mother et fait quelques apparitions dans Les Experts, Psych, Les Experts Manhattan, et Freddie (en),.
En 2016, elle est la vedette du téléfilm dramatique Mon mari a disparu avec Brody Hutzler. Puis, suivront deux autres productions Lifetime dans lesquelles elle occupe le premier rôle. D'abord Une menace sur mes enfants qui est diffusé en 2017, et Couronne mortelle avec Kim Director de Sam Irvin, un thriller psychologique tourné en 2018.
La même année, elle est choisie pour jouer le rôle Rita Farr / Elasti-Girl dans la série fantastique Titans,,, diffusée sur le service streaming de DC Entertainment et Warner Bros., DC Universe. Il s'agit de l'adaptation en prise de vue réelle du comics Les Jeunes Titans (Teen Titans). L'actrice reprend ce même rôle pour une série dérivée de cet univers, diffusée à partir de 2019, intitulée Doom Patrol,,, dans laquelle elle y occupe, cette-fois, l'un des premiers rôles.
Dans le même temps, elle est rattachée à l'adaptation télévisuelle du thriller Gone Baby Gone. Ce film de 2007 a été réalisé par Ben Affleck et fut acclamé par les critiques. Joseph Morgan joue le rôle titre,. Le projet est au stade de pilote.

## Filmographie

### Cinéma
- 2008 : Au cœur du haras de Dennis Fallon : Natasha
- 2009 : The Slammin' Salmon de Kevin Heffernan : Mia
- 2011 : From Prada to Nada d'Angel Garcia : Olivia
- 2018 : Unbroken: Path to Redemption d'Harold Cronk : Cecy Phillips

### Télévision

#### Séries télévisées
- 2004 : Les Experts : Kaitllin Rackish (1 épisode)
- 2005 : Les Experts : Manhattan : Jenny Lee (1 épisode)
- 2005 : Les Lectures d'une blonde : Jasmine (1 épisode)
- 2005 : Freddie (en) : Sydney (1 épisode)
- 2005 : Mon oncle Charlie : Kimber (1 épisode)
- 2006 - 2015 : Mon oncle Charlie : Kandi (16 épisodes)
- 2007 - 2014 : How I Met Your Mother : Meg (4 épisodes)
- 2008 : Jimmy délire : Princesse Gugulfa (1 épisode)
- 2009 : Kath et Kim (en) : Ashley (1 épisode)
- 2009 - 2014 : Drop Dead Diva : Stacy Barrett (78 épisodes)
- 2010 : Les Experts : Marta Petrovich (1 épisode)
- 2010 : Psych : Enquêteur malgré lui : Lauren Lassiter (1 épisode)
- 2015 : Mom : Selene (1 épisode)
- 2015 : You're the Worst : Bernadette (1 épisode)
- 2017 : The Big Bang Theory : Rebecca (saison 10, épisode 21)
- 2018 : Heathers : Teyna (2 épisodes)
- 2018 : Titans : Rita Farr / Elasti-Girl (1 épisode)
- 2019 - 2023 : Doom Patrol : Rita Farr / Elasti-Girl (rôle principal)
- 2019 : Gone Baby Gone de Phillip Noyce : Renee (pilote pour 20th Century Fox Television)
- 2020 : Tacoma FD : Une femme (1 épisode)
- 2020 : Legends of Tomorrow : Rita Farr / Elasti-Girl (saison 5, épisode 1)

#### Téléfilms
- 2007 : La Malédiction des sables (Sands of Oblivion) de David Flores : Heather
- 2016 : Mon mari a disparu (Presumed) de Danny J. Boyle : Rachel Wilson
- 2016 : Un mari avant Noël (Married by Christmas) de Letia Clouston : Katie Tate
- 2017 : Coup de foudre et quiproquos (Love's Last Resort) de Brian Herzlinger : Alyssa
- 2017 : Une menace sur mes enfants de Farhad Mann : Nikki
- 2018 : Ma fille, cette inconnue de Ben Meyerson : Ms. Hanson
- 2018 : Couronne mortelle pour la reine de promo de Sam Irvin : Isabelle
- 2021 : Noël avec le père de Philippe Martinez, Mick Davis : Jackie